# Meñaka
Meñaka – gmina w Hiszpanii, w prowincji Biskaja, w Kraju Basków, o powierzchni 12,7 km². W 2011 roku gmina liczyła 754 mieszkańców.